# Cycloptilum
Cycloptilum is een geslacht van rechtvleugeligen uit de familie Mogoplistidae. De wetenschappelijke naam van dit geslacht is voor het eerst geldig gepubliceerd in 1869 door Scudder.

## Soorten
Het geslacht Cycloptilum omvat de volgende soorten:
- Cycloptilum absconditum Otte & Perez-Gelabert, 2009
- Cycloptilum abstrusum Otte & Perez-Gelabert, 2009
- Cycloptilum adecton Otte & Perez-Gelabert, 2009
- Cycloptilum ainiktos Love & Walker, 1979
- Cycloptilum albocircum Love & Walker, 1979
- Cycloptilum ambrosion Otte & Perez-Gelabert, 2009
- Cycloptilum animosum Otte & Perez-Gelabert, 2009
- Cycloptilum antillarum Redtenbacher, 1892
- Cycloptilum antimimon Otte & Perez-Gelabert, 2009
- Cycloptilum aphanton Otte & Perez-Gelabert, 2009
- Cycloptilum bidens Hebard, 1931
- Cycloptilum celatum Otte & Perez-Gelabert, 2009
- Cycloptilum cineticon Otte & Perez-Gelabert, 2009
- Cycloptilum clandestinum Otte & Perez-Gelabert, 2009
- Cycloptilum comprehendens Hebard, 1929
- Cycloptilum comptus Otte & Perez-Gelabert, 2009
- Cycloptilum contectum Rehn & Hebard, 1912
- Cycloptilum crypton Otte & Perez-Gelabert, 2009
- Cycloptilum distinctum Hebard, 1931
- Cycloptilum eidalimos Otte & Perez-Gelabert, 2009
- Cycloptilum epimonon Otte & Perez-Gelabert, 2009
- Cycloptilum erraticum Scudder, 1893
- Cycloptilum eucharistos Otte & Perez-Gelabert, 2009
- Cycloptilum eumorphos Otte & Perez-Gelabert, 2009
- Cycloptilum eustatiensis Bland & Desutter-Grandcolas, 2003
- Cycloptilum exsanguis Love & Walker, 1979
- Cycloptilum halticon Otte & Perez-Gelabert, 2009
- Cycloptilum hypoclopon Otte & Perez-Gelabert, 2009
- Cycloptilum inops Otte & Perez-Gelabert, 2009
- Cycloptilum irregularis Love & Walker, 1979
- Cycloptilum kelainopum Love & Walker, 1979
- Cycloptilum liberum Otte & Perez-Gelabert, 2009
- Cycloptilum minimum Caudell, 1922
- Cycloptilum nesydrion Otte & Perez-Gelabert, 2009
- Cycloptilum occultum Otte & Perez-Gelabert, 2009
- Cycloptilum opertanium Otte & Perez-Gelabert, 2009
- Cycloptilum oriplanes Otte & Perez-Gelabert, 2009
- Cycloptilum panurgon Otte & Perez-Gelabert, 2009
- Cycloptilum pigrum Love & Walker, 1979
- Cycloptilum pusillulum Otte & Perez-Gelabert, 2009
- Cycloptilum quatrainum Love & Walker, 1979
- Cycloptilum sanum Otte & Perez-Gelabert, 2009
- Cycloptilum slossoni Scudder, 1897
- Cycloptilum spectabile Strohecker, 1939
- Cycloptilum squamosum Scudder, 1869
- Cycloptilum tardum Love & Walker, 1979
- Cycloptilum thoracicum Hebard, 1928
- Cycloptilum thymicon Otte & Perez-Gelabert, 2009
- Cycloptilum tornatilis Otte & Perez-Gelabert, 2009
- Cycloptilum trigonipalpum Rehn & Hebard, 1912
- Cycloptilum velox Love & Walker, 1979
- Cycloptilum zebra Rehn & Hebard, 1905